# レオン・スピリアールト

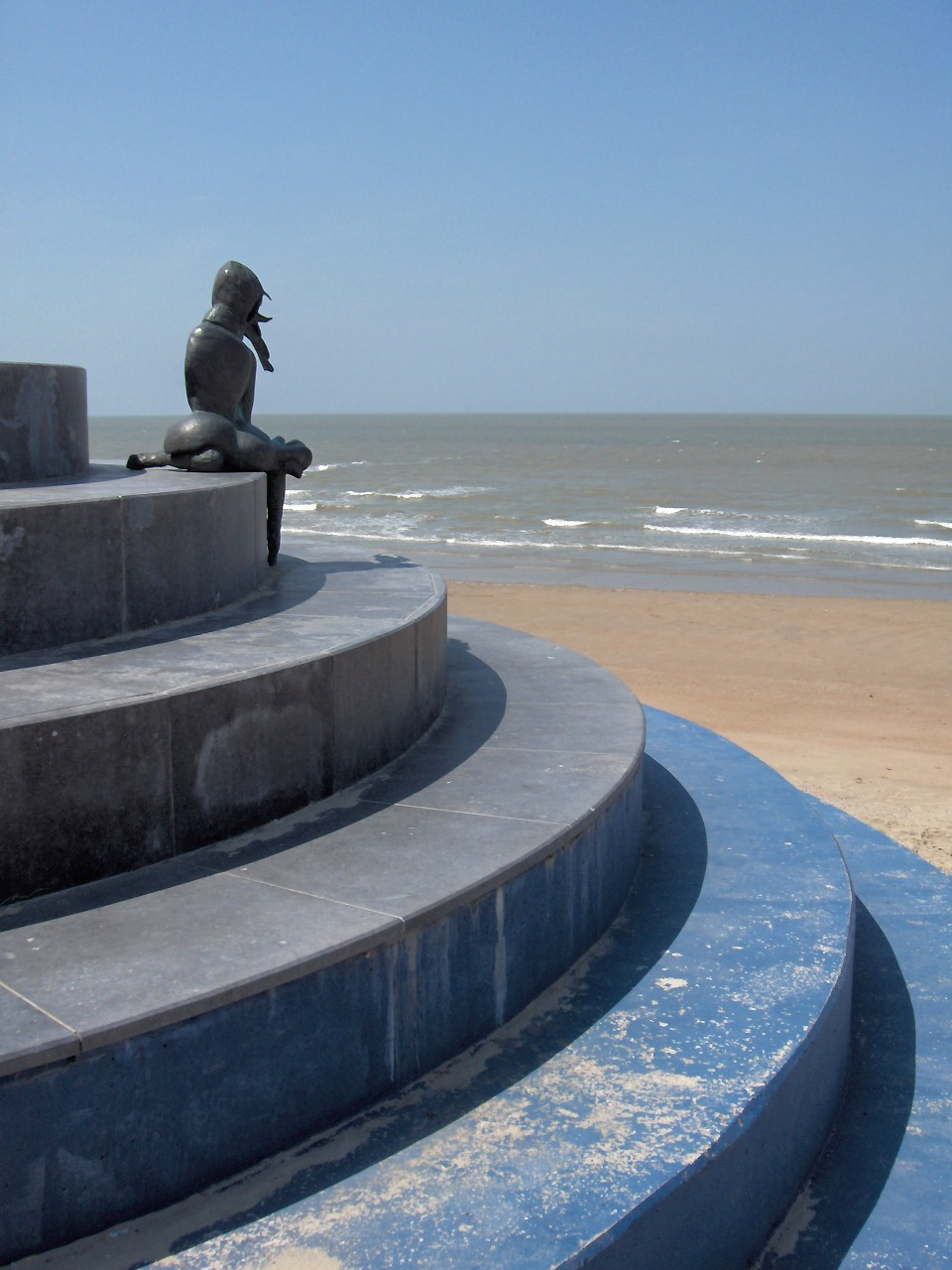
絵画『めまい』(Vertigo)に因んだ、スピリアールトへのオマージュとしての塑像。ベルギーのオーステンデにある。

レオン・スピリアールト（Léon Spilliaert、1881年7月28日 - 1946年11月23日）はベルギーの象徴主義の画家。

## 略歴
スピリアールトはオーステンデに生まれ、子供の頃から絵と芸術に関心を示していた。多くの素描と独修により彼は優れた独学の芸術家となった。病弱で内向的であった彼は、青年時代のほとんどをベルギーの田舎や日常の風景をスケッチして過ごした。
21歳のとき、彼は自分が挿絵を描いていた象徴主義文学作品の出版元であるエドモンド・デモンのもとで働くためにブリュッセルへ出た。彼は特にエドガー・アラン・ポーの作品を尊敬していた。
彼の傑作の多くは水彩・ガッシュ・木炭を用いたもので、20世紀の初めに黒色のクレヨンで描かれた多数の自画像も含まれる。スピリアールトはオディロン・ルドンから多大な影響を受けており、作品中の平行線での印象的な黒の用い方にそのことが見受けられる。スピリアールトの絵画ではよく夢の中のような空間での孤独な像が表現され、抑鬱と静寂の感覚を観賞者に与える。 
後期の作品は海を題材にしたものに集中している。彼は1946年にブリュッセルにて没した。

## 作品

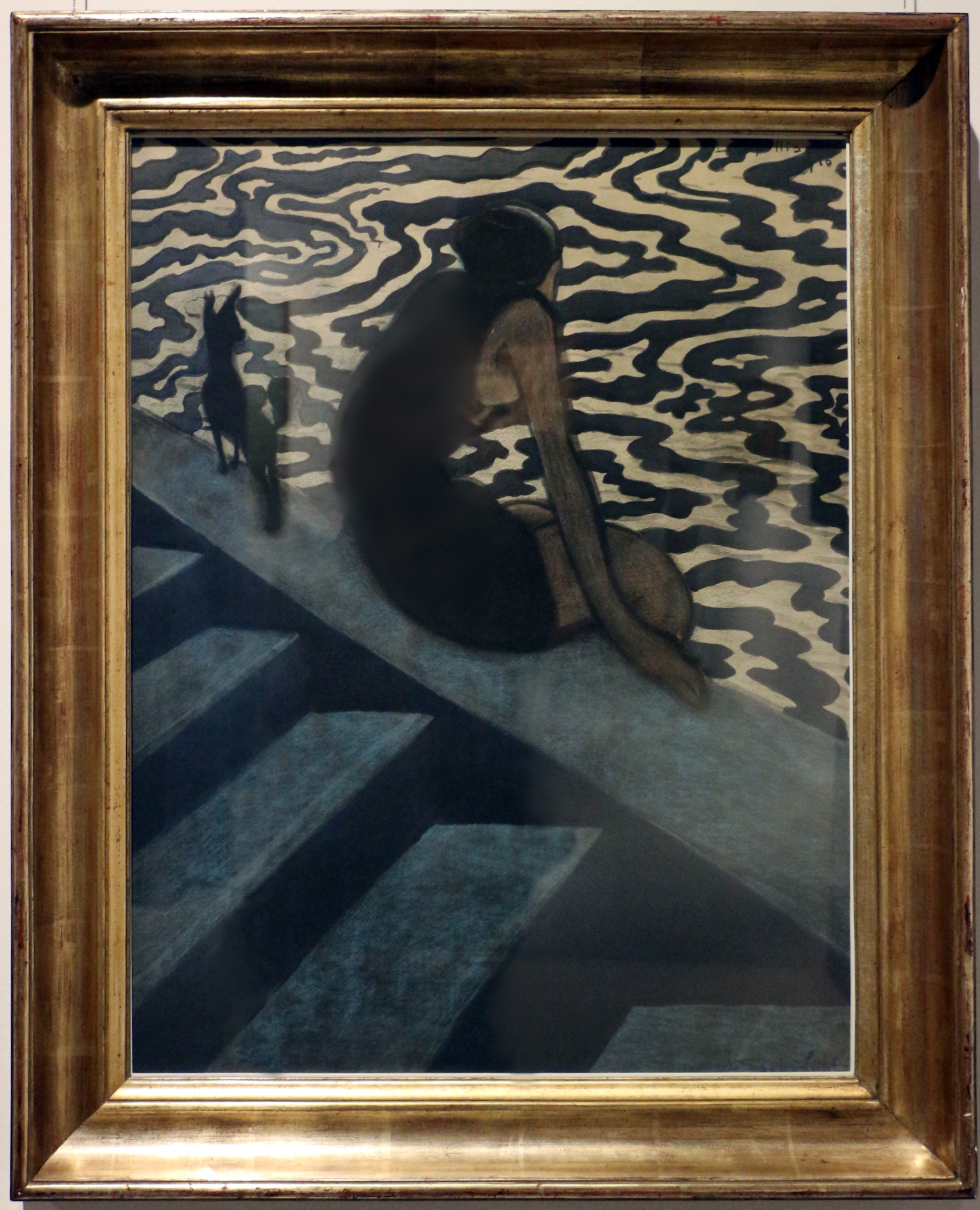
『めまい』 1910
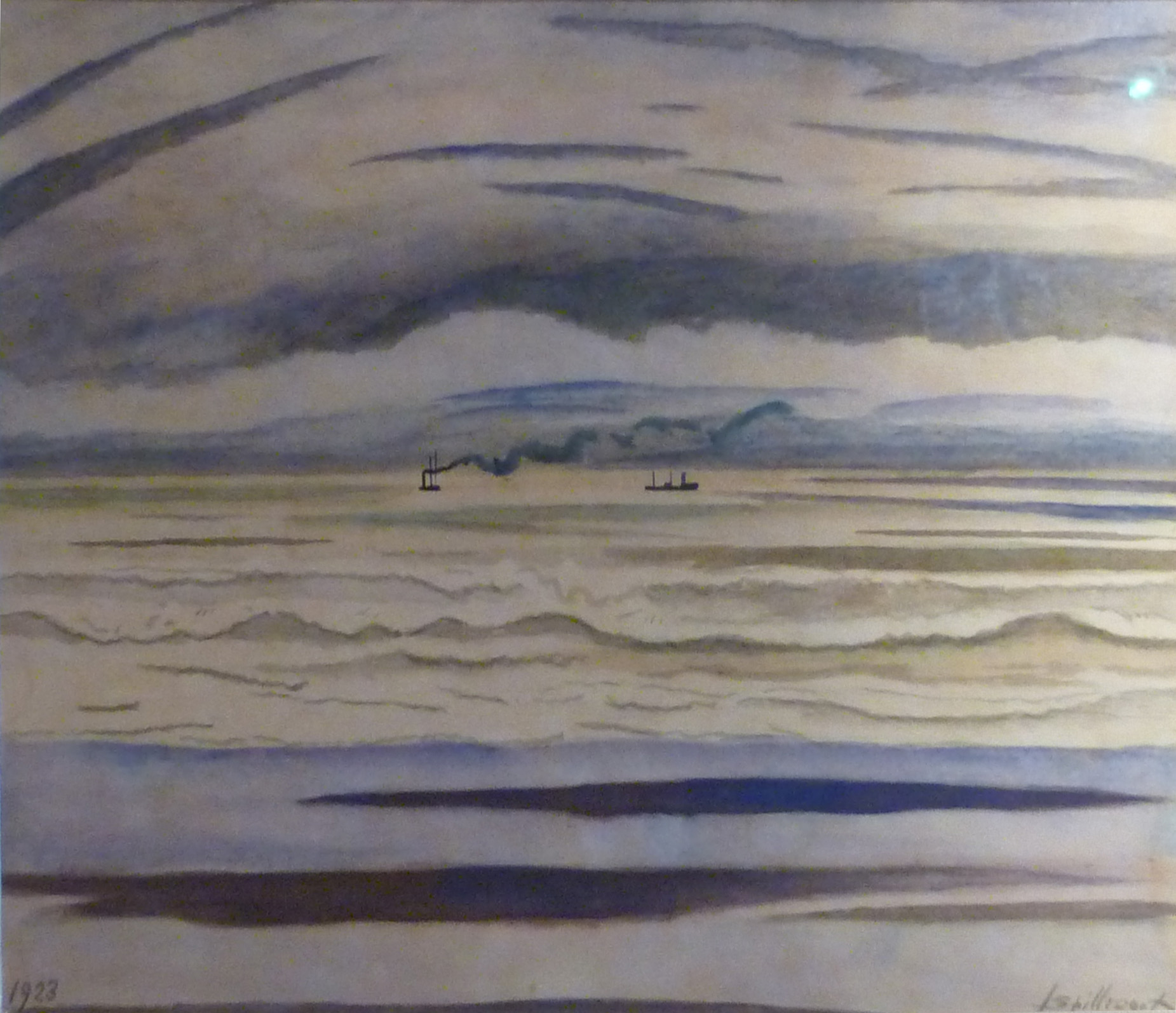
Marine, 1923
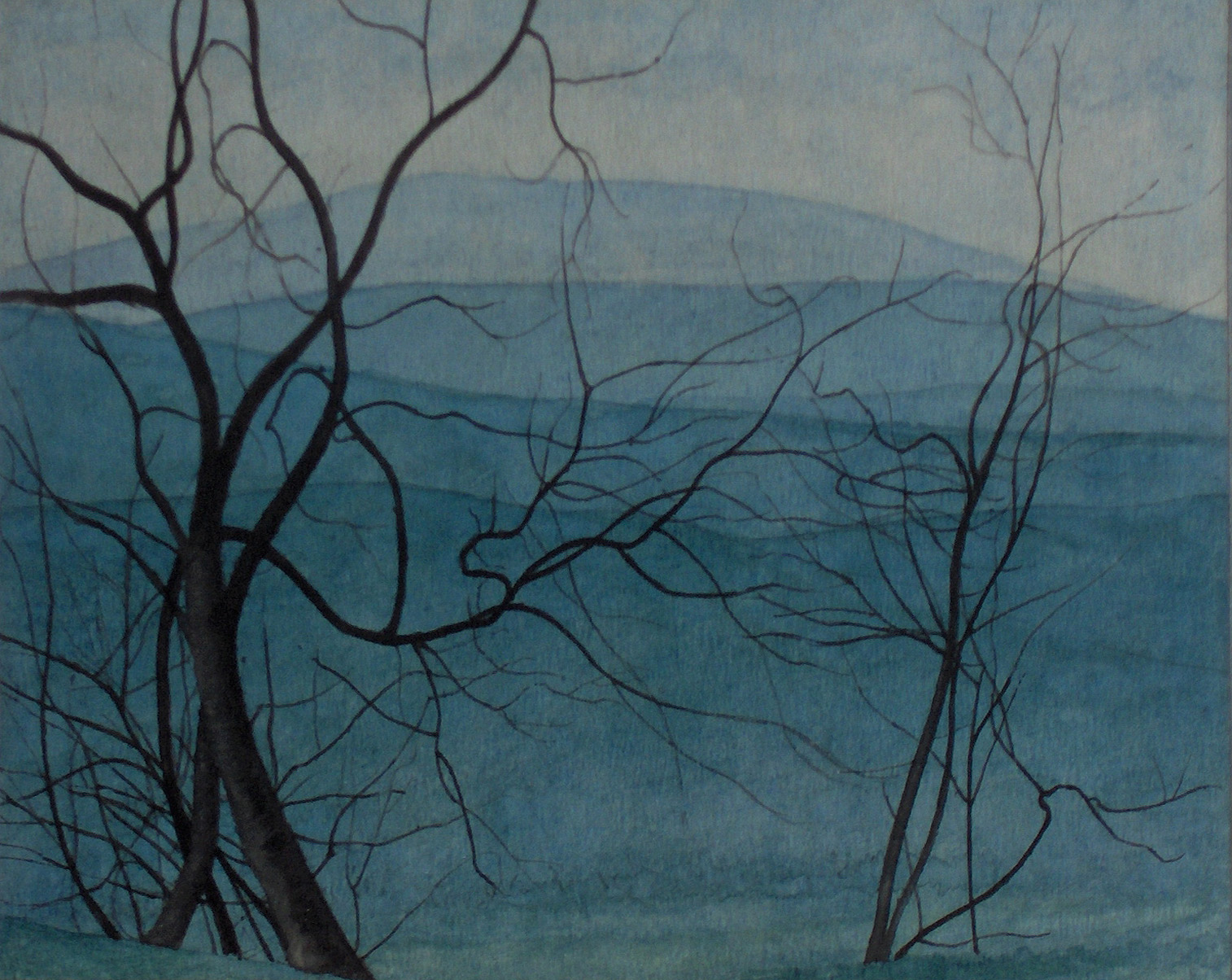
Boomtakken, 1940
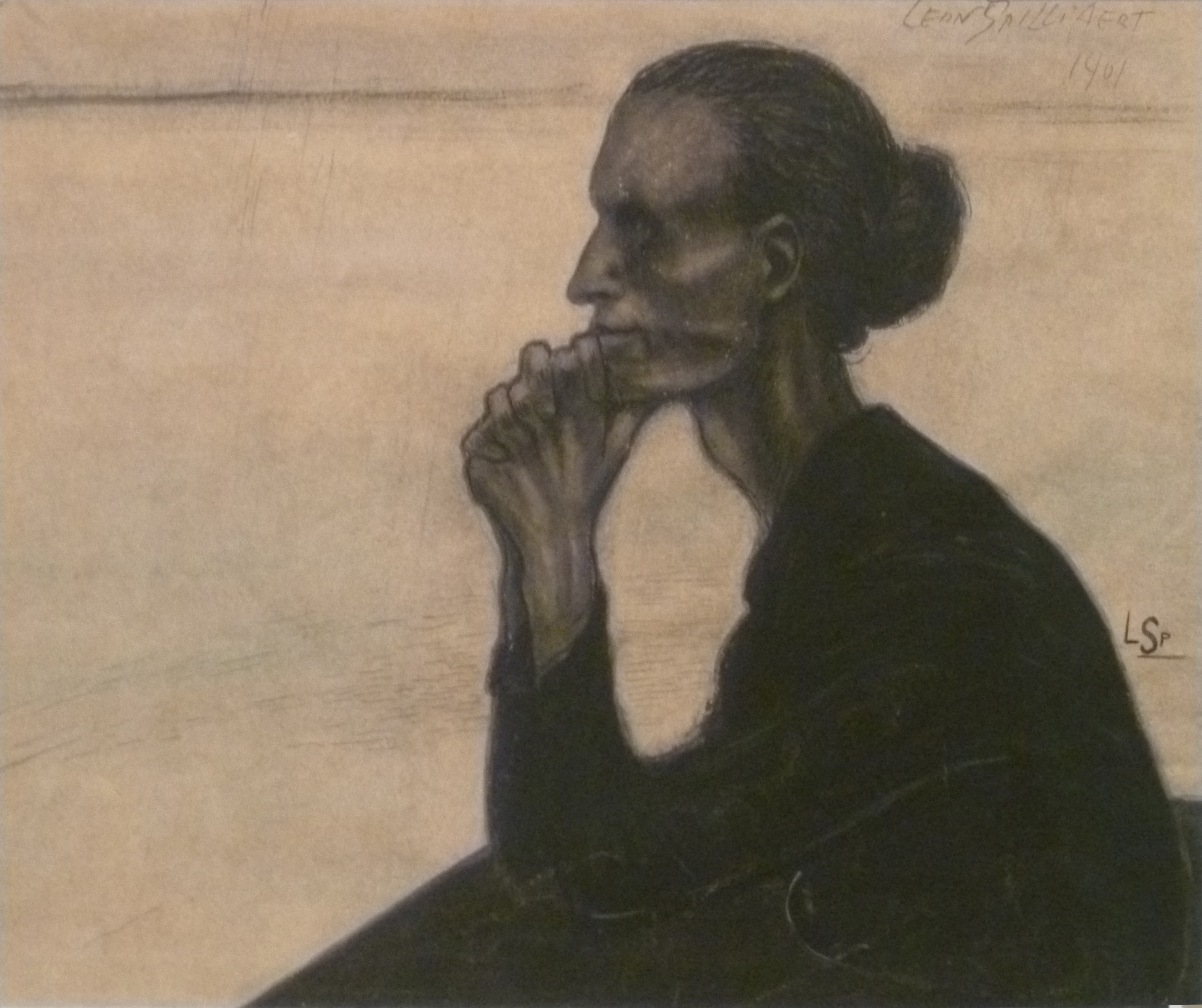
Vissersvrouw nadenkend, 1901
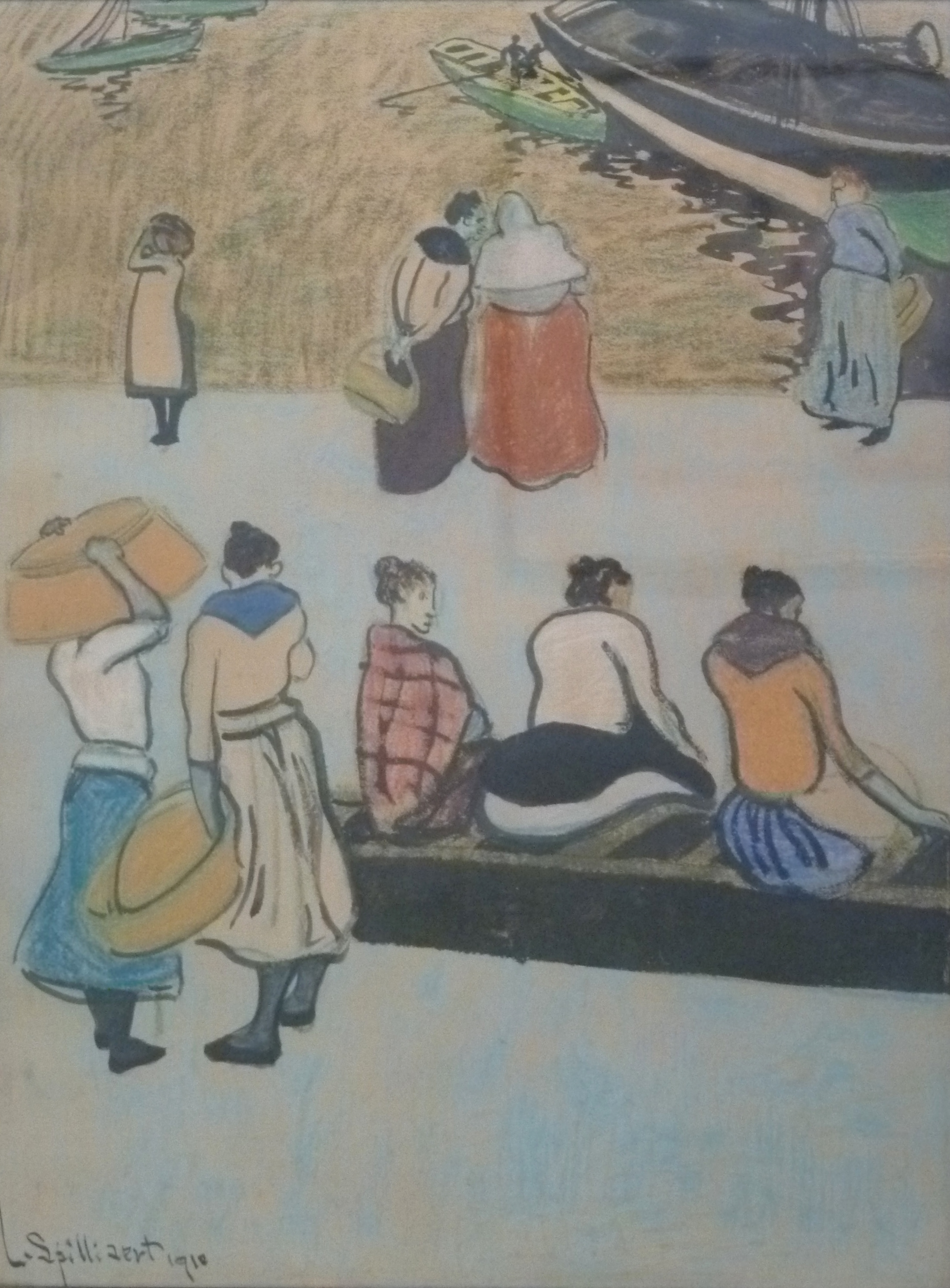
Vissersvrouwen, 1910
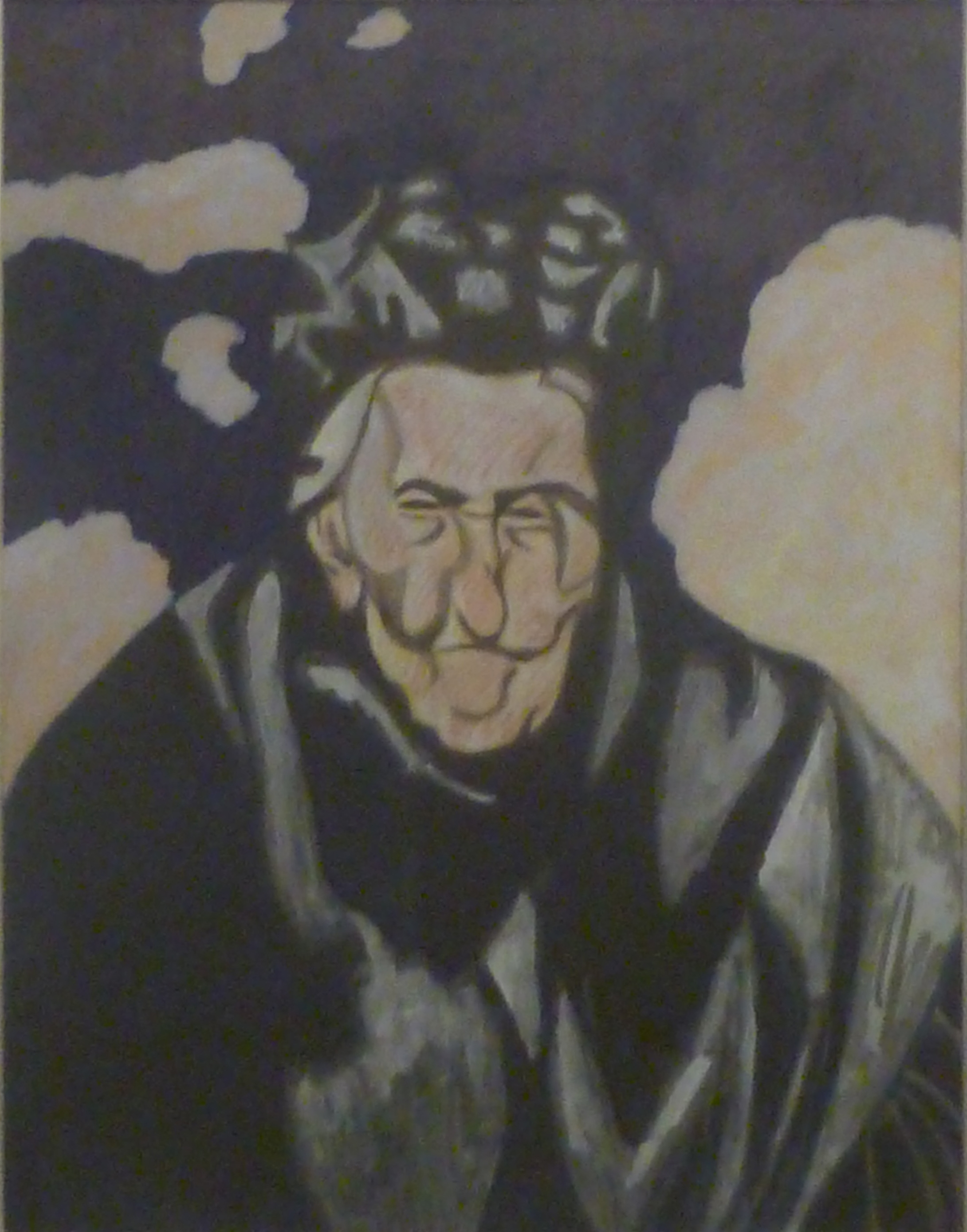
Oude vissersvrouw", 1920)